# Atlántica (asociación)
Atlántica es una asociación cultural creada para la organización de una exposición colectiva de artistas gallegos de vanguardia, que finalmente se celebró en Bayona (Pontevedra) y fue seguida de otras exposiciones en Vigo, Santiago y Madrid. Los estatutos de la asociación fueron redactados por Ventura Pérez Mariño. La lista completa de exposiciones es la siguiente:
- Atlántica 80 - Casa de la Cultura. Bayona (Pontevedra), 1980, del 14 de agosto al 14 de septiembre.
- Atlántica, O Feito Plástico - Centro Cultural Cidade de Vigo. Vigo, 1981, del 19 de febrero al 5 de marzo.
- Atlántica 81 Centro cultural de la villa. Madrid, 1981, del 8 de abril al 10 de mayo.
- Doce Pintores de Atlántica Castillo de Doña Urraca Salvatierra de Miño (Pontevedra), 1982, del 21 de mayo al 31 de mayo.
- Atlántica 83 Palacio de Jelmirez Santiago, 1983, del 28 de enero al 27 de febrero

En el año 2003 en el museo MARCO de Vigo se celebró la exposición Atlántica. Vigo. 1980. 1986 rememorando las exposiciones anteriores.